# 庫拉申
48°39′29″N 27°16′59″E / 48.65806°N 27.28306°E
庫拉申（烏克蘭語：Куражин），是烏克蘭西部的村莊，隸屬赫梅利尼茨基州的卡緬涅茨-波多利斯基區。該村始建於1664年，面積3.39平方公里，海拔高度242米，2001年人口919，人口密度每平方公里270.8人。